# Culex symbletos
Culex symbletos är en tvåvingeart som beskrevs av Sallum och Hutchings 2003. Culex symbletos ingår i släktet Culex och familjen stickmyggor. Inga underarter finns listade i Catalogue of Life.